# Муро, Хесус дель
Хесу́с дель Му́ро Ло́пес (исп. Jesús del Muro López; 30 ноября 1937, Гвадалахара — 3 октября 2022, Мехико) — мексиканский футболист, защитник, участник трёх чемпионатов мира по футболу (1958, 1962 и 1966 годов). Прежде всего известен выступлениями за национальную сборную Мексики, а также клубы «Атлас» и «Крус Асуль».
Располагается на 14-м месте в рейтинге IFFHS «Лучшие футболисты Центральной и Северной Америки XX века».

## Клубная карьера
Во взрослом футболе дебютировал в 1957 году выступлениями за команду «Атлас», в которой провёл восемь сезонов. В 1962 году выиграл Кубок Мексики.
В сезоне 1965/66 защищал цвета «Веракруса».
Своей игрой привлёк внимание представителей тренерского штаба клуба «Крус Асуль», к составу которого присоединился в 1966 году. Сыграл за команду из Мехико следующие три сезона своей игровой карьеры. В 1969 году выиграл чемпионат и национальный кубок.
В сезоне 1969/70 защищал цвета клуба «Толука».
Завершать профессиональную карьеру футболиста вернулся в команду «Крус Асуль», за которую отыграл 2 сезона. С этим клубом завоевал свой второй титул чемпиона Мексики.

## Выступления за сборную
В 1958 году дебютировал в официальных матчах национальной сборной. В течение карьеры в главной команде страны, за 11 лет, провёл 40 матчей.
В составе сборной был участником трёх чемпионатов мира: в Швеции (1958 год), Чили (1962 год) и Англии (1966).

## Карьера тренера
Начал тренерскую карьеру в клубе «Толука». Затем работал с «Пачукой» и «Халиско».
До 2000 года работал с юношеской и молодёжной сборными Мексики.

## Титулы и достижения
- Чемпион Мексики (2): 1969, 1972
- Обладатель Кубка Мексики (2): 1962, 1969